# فریده ظریف‌دوست
فریده ظریف دوست (زادهٔ ‎۲۹ اسفند ۱۳۷۰) کاپیتان و عضو تیم ملی کبدی بانوان ایران است. وی اصالتاً سیستانی و بلوچستانی است و از۱۰ سالگی وارد رشته کبدی شده و از سال ۱۳۸۶ فعالیت حرفه‌ای خود را در تیم ملی کبدی بزرگسالان و جوانا ایران آغاز نموده‌است.قهرمان کشور ووشو ،وقهرمان دوومیدانی دانشجویانپر افتخار ترین ورزشکار استان سیستان وبلوچستان،عضو پر مدال ترین ورزشکاران زن ایران ،معلم ،دانشجو دکتری آسیب شناسی و حرکات اصلاحی امدادگر ورزشی ،مربی بدنسازی،کبدی،کشتی، فانکشنال.کراسفیت ،
اصلاحی درمانی،تی ارایکس،

## افتخارهای ورزشی

### بازی‌های آسیایی[۱]
- مدال برنز بازی‌های آسیایی گوانگژو چین در سال ۲۰۱۰
- مدال نقره بازی‌های آسیایی اینچئون در سال ۲۰۱۴
- مدال طلا بازی‌های آسیایی اندونزی در سال ۲۰۱۸

### قهرمانی آسیا[۴]
- نایب قهرمانی آسیا در سال‌های ۱۳۸۶-۱۳۸۷-۱۳۸۸

- برنز قهرمانی آسیا در سال ۱۳۹۰،۱۳۹۶

- نائب قهرمان المپیک داخل سال ۲۰۱۳ اینچئون کره

- نائب قهرمان جهان سال ۲۰۱۱هند

- ۴دوره فنی‌ترین بازیکن لیگ برتر ایران
- بهترین مدافع فصل دوم لیگ برتر سال ۱۳۹۸

- ۳دوره کاپیتان تیم ملی

- اولین کاپیتان طلایی تاریخ بازهای اسیایی بانوان

مربی تیم ملی جوانان